# Орловский театр кукол
Орловский театр кукол — театр для детей в городе Орле, основанный в годы немецкой оккупации. В репертуаре театра около 50 спектаклей для самых разных детских возрастов.

## Описание
Театр кукол образовался в Орле в годы немецкой оккупации в 1942 году. Организатором был Сергей Евгеньевич Рассальский — он же первый директор. Дальнейшая его судьба неизвестна. Театр располагался на первом этаже в жилом доме, где ныне находится сквер Ермолова. Репертуар составляли русские сказки. Актёры, входившие в труппу кукольников, получили возможность иметь небольшой заработок, а молодые люди и возможность не быть угнанными в Германию. 
Через месяц после освобождения города от немецких оккупантов, в сентябре был вновь организован театр для детей. Открытие состоялось 3 сентября 1943 года спектаклем «По щучьему веленью». Главным режиссёром стала Александра Воскресенская. Так как своего здания у театра ещё не было, он ездил со спектаклями по клубам города и области. Позже театр переехал в здание ныне действующего Богоявленского собора. Последний переезд состоялся в 1994 году в ДК «Строителей», в котором театр находится и сейчас (2017). На фасаде театра висят необычные часы, из которых каждый час играет красивая мелодия и выходят герои сказок. 
В 1950-е годы театр признавался одним из лучших коллективов среди детских театров СССР. На II Всероссийском фестивале национальной драматургии и театрального искусства народов СССР в Ленинграде в 1973 году спектакль «Золотой конь» Я. Райниса в постановке главного режиссёра театра В. А. Вольховского получил диплом 1-й степени. Театр участвовал в Фестивалях театров кукол в: Шарлевиль-Мезьер (Франция, 1994); Международном фестивале театров кукол России, Белоруссии и Украины «Белгородская забава» (1997, 1999, 2002 гг.); I Московском международном фестивале театров кукол, посвящённом 100-летию со дня рождения С. В. Образцова (2001).